# هریهواری تیمنکو
هریهواری تیمنکو (اوکراینی: Григорій Тименко؛ ۸ فوریهٔ ۱۹۴۵ – نوامبر ۱۹۶۸ (?)) شاعر اهل اوکراین بود.